# São Pedro de Solis
Pour les articles homonymes, voir São Pedro et Solis.
São Pedro de Solis est une ancienne paroisse civile portugaise (en portugais : freguesia) de la municipalité de Mértola dans le district de Beja.
La loi no 11-A/2013 du 28 janvier 2013, portant réorganisation administrative du territoire des freguesias, fusionne São Pedro de Solis avec les paroisses voisines de São Miguel do Pinheiro et São Sebastião dos Carros pour former l’União das freguesias de São Miguel do Pinheiro, São Pedro de Solis e São Sebastião dos Carros (dont le siège est à São Miguel do Pinheiro).